# Хассалех
Йота Візничого (ι Візничого) — одна з найяскравіших зір у сузір'ї Візничого. Її видима зоряна величина становить 2,7, що означає, що її добре видно неозброєним оком навіть у містах із помірним рівнем світлового забруднення. Вона розташована на значній відстані від нас — приблизно 490 світлових років (або 150 парсеків) від Сонця. Це означає, що світло від цієї зорі, яке ми бачимо зараз, прямує до нас ще за часів пізнього Середньовіччя! Окрім каталожного позначення, ця зоря має й власне ім'я — Хассалех (Hassaleh [ˈhæsəleɪ]), яке було офіційно затверджене Міжнародним астрономічним союзом.

## Номенклатура
Йота Візничого (ι Візничого) — зоря, що отримала своє позначення в астрономічних каталогах за системою Байєра. Однак ця зоря має також кілька традиційних назв, серед яких найбільш відомою є Al Kab (Аль Каб). Це скорочення від арабської назви Kabdhilinan [kæbˈdɪlɪnæn] (كعب ذي العنان), що в перекладі означає «Щиколотка у колісниці». Це давнє позначення використовувалося ще в середньовіччі. Наприклад, Джеффрі Чосер згадував його у своєму творі «Трактат про астролаб» в 1391 році.
Пізніше зоря отримала нову назву — Хассалех, яку ввів у 1951 році астроном Антонін Бечварж у своєму атласі. Однак точне походження цієї назви досі залишається загадкою, і вона не пов'язана з жодною відомою мовою. У сучасній астрономії Міжнародний астрономічний союз (IAU) офіційно затвердив назву Хассалех для цієї зорі.
У китайській астрономії ι Aurigae відома під назвою 五車一 (Wǔ chē yī), що в перекладі означає «Перша зоря П'яти колісниць».

## Властивості
Зоря Хассалех знаходиться на відстані приблизно 490 світлових років від Сонця. При цьому, завдяки міжзоряній пиловій оболонці, її видима величина зменшується приблизно на 0.6 величини, що означає, що зоря виглядає трошки тьмяніше через поглинання світла пилом між зорями.

### Клас і температура
Хассалех належить до типу K3 II, де "K" вказує на те, що зоря має характерний помаранчевий відтінок (типовий для зір K-типу), а "II" вказує на її клас як яскравого гіганта. Це означає, що зоря вже вийшла з фази головної послідовності й знаходиться на пізнішій стадії еволюції. Температура її поверхні складає 4,160 К, що є прохолодніше за температуру Сонця (5,778 К).

### Рентгенівське випромінювання
Хассалех є слабким джерелом рентгенівських променів, випромінюючи 1.8 × 1027 ергів s−1. Це випромінювання, ймовірно, виникає через пульсуючі корональні петлі в її зовнішній атмосфері, температура яких може досягати 3 мільйонів К.

### Підозрювані супутники
У 2007 році на конференції Extreme Solar Systems було оголошено про можливе відкриття двох субзоряних об'єктів, що можуть обертатися навколо Йота Візничого в резонансі 2:1. Ці об'єкти, ймовірно, є коричневими карликами, і їх орбітальні періоди складають близько 2 і 4 років. Хоча ця гіпотеза ще не підтверджена, спостереження за зорею показали варіації її променевої швидкості з періодами 767 і 1586 днів, що може вказувати на наявність цих супутників.